# Râmnicu Sărat
Râmnicu Sărat là một đô thị thuộc hạt Buzău, România. Dân số thời điểm năm 2002 là 38805 người.